# Quốc lộ 12C
Quốc lộ 12C là một tuyến đường bộ cấp quốc gia chạy qua hai tỉnh Hà Tĩnh và Quảng Bình. Điểm đầu tuyến là Cảng Vũng Áng. Điểm cuối tuyến là điểm giao với đường Hồ Chí Minh tại km 879+800. Đây là tuyến mới xây dựng trên cơ sở mở rộng và nâng cấp một phần tỉnh lộ đã có, nhằm rút ngắn lộ trình từ cảng Vũng Áng tới cửa khẩu quốc tế Cha Lo.
Quốc lộ 12C xuất phát từ cảng Vũng Áng đến Quốc lộ 1 thuộc địa phận huyện Kỳ Anh, chạy trùng với Quốc lộ 1 một đoạn khoảng 8 km qua thị trấn Kỳ Anh rồi tách ra đi qua các xã Kỳ Hợp, Kỳ Lâm, Kỳ Tân, Kỳ Sơn (đều thuộc huyện Kỳ Anh), Thuận Hóa, Lê Hóa, thị trấn Đồng Lê (đều thuộc Tuyên Hóa, Quảng Bình). Từ thị trấn Đồng Lê đến xã Hồng Hóa của huyện Minh Hóa, quốc lộ 12A và 12C trùng nhau. Sau đó 2 tuyến cũ và mới lại tách ra. Quốc lộ 12C chạy thẳng từ Hồng Hóa tới Hóa Tiến và kết thúc ở điểm giao với đường Hồ Chí Minh.